# Euploea janus
Euploea janus är en fjärilsart som beskrevs av Butler 1866. Euploea janus ingår i släktet Euploea och familjen praktfjärilar. Inga underarter finns listade i Catalogue of Life.